# Старуха в лесу
«Старуха в лесу» (нем. Die Alte im Wald) — сказка братьев Гримм о девушке, расколдовавшей королевича, обращённого в дерево злой ведьмой. В сборнике сказок братьев Гримм находится под №123, по системе классификации сказочных сюжетов Aарне-Томпсона имеет №442.

## Сюжет
Во время поездки через лес происходит нападение разбойников, и в живых остаётся только одна бедная девушка-служанка, которая не знает дороги. Вечером, поручив себя милосердию Божию, она видит белого голубка, который один за одним приносит три золотых ключика, отмыкающие замочки в деревьях, внутри которых можно найти пищу, постель и нарядную одежду. Через некоторое время голубок просит девушку, чтобы та сходила в избушку, где живёт старуха. А далее, не обращая внимания на вопросы старухи, выбрала бы в комнате среди множества дорогих колец простое. Девушка поступает так, как её научил голубок, но пока она ищет кольцо, старуха пытается скрыться с клеткой, в которой сидит птица, держащая в клюве искомое колечко. Девушка отнимает кольцо и уходит в лес ждать голубка, но тот не прилетает. Зато её сзади охватывают ветви дерева. Дерево превращается в королевича, другие окрестные деревья — в коней и слуг. Королевич объясняет, что его заколдовала старая ведьма и, пока кольцо находилось у старухи, он не мог принять человеческий облик, лишь на два часа в день обращался в голубка. В итоге служанка с королевичем поженились, и жили весь свой век счастливо.